# Arsène Gribomont
Arsène Marie Joseph Edouard Gribomont (Bastenaken, 24 oktober 1878 - 8 april 1956) was een Belgisch senator.

## Levensloop
Gribomont was de oudste van de tien kinderen van Edouard Gribomont (1850-1923) en van Jeanne Dujardin (1858-1947). Hij promoveerde tot doctor in de rechten en werd advocaat-pleitbezorger.
Van 1921 tot 1946 was hij provincieraadslid voor het kanton Bastenaken en vanaf 1934 was hij bestendig afgevaardigde voor de provincie Luxemburg.
In 1934 werd hij lid van de algemene vergadering van de Katholieke Unie van België als afgevaardigde van het arrondissementsverbond Bastenaken.
In 1946 werd hij verkozen tot PSC-senator voor het arrondissement Aarlen-Marche-Bastenaken, een mandaat dat hij vervulde tot aan zijn dood.